# Oriopsis ornata
Oriopsis ornata är en ringmaskart som beskrevs av Hartmann-Schröder 1989. Oriopsis ornata ingår i släktet Oriopsis och familjen Sabellidae. Inga underarter finns listade i Catalogue of Life.